# 에네마그라
에네마그라(エネマグラ, Enemagra)는 미국의 비뇨기 의사가 개발한 전립선 마사지기구의 명칭이다. 삼목패밀리약국을 운영하는 유한회사 광한당의 등록상표이다.명칭은 영어로 관장을 뜻하는 에네마와 발기부전 치료제인 비아그라를 결합한 것이다.
이전에는 HIH사가 개발한 Pro-State 시리즈(현 명칭은 아넬로스)를 가리켰지만, 현재의 에네마그라는 아넬로스와는 무관하다.

## 개요
의사가 항문으로 손가락을 삽입해 직장벽을 통해 전립선 마사지를 함으로써 안에 쌓인 오래된 전립선액을 짜내는 것은 전립선염이나 전립선비대증 혹은 이들을 원인으로 하는 전립선 증상 치료를 위해 종종 이루어지는 조치다. 미국의 비뇨기 의사 지로 타카시마(텍사스 휴스턴)는 1996년에 이 조치를 환자 스스로, 게다가 직장에 손가락을 삽입하지 않고도 할 수 있는 기구를 개발하였다. 다카시마는 1997년에 스스로 High Island Health(HIH)사를 창업하고, 이 기구를 Pro-State(PS)라고 명명하고 제조·판매를 개시하여 보급에 힘썼다.
1999년에 HIH사는 유한회사 광한당과 일본에서의 대리점 계약을 맺어 PS 시리즈의 PS NEW를 「에네마그라 EX」의 명칭으로 일본에서 판매 개시.다른 PS 시리즈도 에네마그라로 판매했다.
이후 HIH사는 새로 파인즈 인터내셔널 주식회사와 일본 대리점 계약을 맺었고 정품 에네마그라는 파인즈가 운영하는 에네마그라 재팬에서 판매하게 됐지만 대리점 계약이 중단된 후에도 계속 광한당으로부터 독자적인 에네마그라 시리즈가 판매됐다.
PS는 2002년보다 세계적으로 자위 기구 Aneros(아네 로스)로 판매되게 되었다.에네마 그라는 Aneros의 일본 명칭으로 널리 보급되어 있어 아네 캐로스가 에네마 그라의 명칭으로 판매되고 있었지만 에네마 그라의 명칭을 보급시킨 것은 광 한당에서 에네마 그라의 명칭은 광 한 성당이 등록 상표인 파인스사에는 사용할 수 없다는 판결이 2011년에 내린 때문에 2012년 일본에서도 에네마 그라의 명칭은 세계 통일 브랜드 아네 로스에 변경으로 에네마 그라 저팬도 아네 로스 재팬으로 이름이 변경되었다.
상술한 경위에 따라 2012년 이후의 에네마그라는 아넬로스와 무관한 광한당에서 개발·판매하는 전립선 마사지기구의 명칭이 되고 있다.한편 아넬로스는 미국의 HIH사에서 개발되고 있지만, 아넬로스는 '아넬로스는 크기 등이 서구인용이지 일본인용이 아니다' 등의 소문을 부정하고 있으며, 에네마그라를 '아넬로스의 모방품 또는 위조품', '아넬로스 이외에는 단순한 장난감'이라고 주장하고 있다.

## 같이 보기
- 드라이 오르가즘(ドライオーガズム, dry orgasm)
- 아넬로스